# Franciszek Klon
Franciszek Klon (ur. 5 października 1904 w Bottrop w Westfalii, zm. 5 sierpnia 1983 w Cieszynie) – polski pisarz. Debiutował w 1937 roku.

## Twórczość wybrana
- W kwitnącym sadzie ciernie i głogi (1937)
- Dolinieckie zuchy (1957)
- Pamiętnik Arki Bożka (1957)
- Opowieści entuzjastów (1960)
- Chłopcy z czarnej hałdy (Wydawnictwo „Śląsk”, Katowice 1961)
- Okruchy wspomnień (1961)
- Bajeczni kłamcy (1969)
- Łowcy minionego czasu (1972)